# Оксамитові пальчики (роман)
Оксамитові пальчики (англ. Fingersmith) — історичний детективний роман британської письменниці Сари Вотерс (нар. 1966), дія якого розгортається у вікторіанській Британії 1860-х років та відображає похмурий аспект епохи.
Перше видання вийшло у Великій Британії 2002 року у видавництві Virago Publishers. Роман перекладений 15 мовами, зокрема й українською в 2019 році у видавництві Vivat. Переклала роман Дарина Березіна.

## Сюжет
Напружений карколомний сюжет роману сповнений хитросплетінь, маніпуляцій і химерних таємниць. Тут є все: кохання, авантюри, зрада, біль та емоційне насильство. Лондон Вікторіанської епохи зображено без прикрас: бідні квартали, засмічена Темза, шахраї, жебраки, порнографи й психіатричні лікарні, більше схожі на тюрми.
Саме на дні лондонського життя і зростала Сью: у сім'ї шахраїв, які скуповують крадене й торгують дітьми. Одного разу пройдисвіт на прізвисько Джентльмен запропонував дівчині оборудку: влаштуватися служницею до багатої леді, допомогти йому схилити її до шлюбу, заволодіти статками жінки й потім поділити їх. Здавалося б, план простий, і Сью погоджується. Але з'ясувалося, що в дурні можна пошити будь-кого — власне, і її саму.
Відтворюючи похмуру атмосферу оповитого габою туману готичного Лондона, вишуканий роман подарує вам ту саму декадентську оману й літературне бешкетництво, якого можна сподіватися від найкращих творів Вілкі Коллінза.

## Лесбійська та феміністична тематика
Літературні критики зазначають зв'язок роману з дискусіями на феміністичні та сексуальні теми. Сара Вотерс критикує суб'єктну позицію жінки в патріархаті та кидає виклик різноманітним гетеро-патріархальним нормам, переосмислюючи вікторіанську порнографію, насичену стереотипами чоловічого панування та жіночого підкорення. Руйнуючи ці структури, авторка описує відкриття лесбійської ідентичності Мод і Сьюзен та постання Мод як письменниці. Боротьба головних героїнь проти утисків у вікторіанському суспільстві та їхні часто експлуататорські стосунки з чоловіками стали об'єктом обговорень феміністичних критикинь.
Назва роману «Fingersmith» — це архаїчний англійський термін на позначення кишенькового злодія, але, враховуючи зміст роману, можна припустити, що він також має відобразити еротичну тематику роману.